# Paseo Baquedano
La calle Baquedano, conocido también como paseo Baquedano, es un eje vial de la ciudad de Iquique, Región de Tarapacá, Chile, que se constituye en una zona patrimonial estructurada de fachadas y volúmenes de edificaciones que materializa un espacio urbano que adaptó las formas constructivas extranjeras hacia una arquitectura tradicional iquiqueña.
Pertenece al conjunto de monumentos nacionales de Chile desde el año 1977 en virtud del D. S. 935 del 25 de noviembre del mismo año; se encuentra en la categoría «Zona Típica».

## Historia

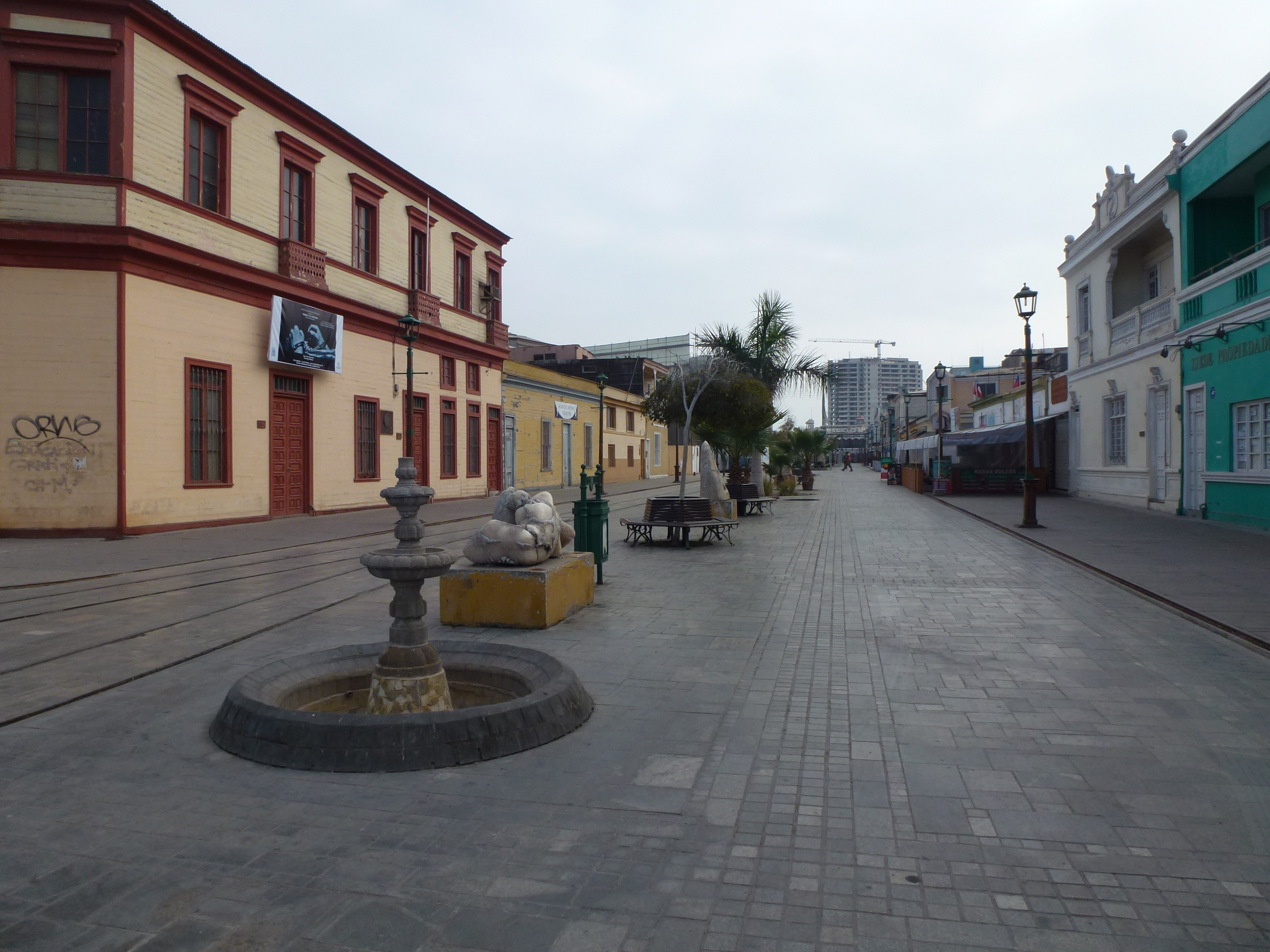
Vista del paseo Baquedano.

Tras la expansión de la producción salitrera durante la segunda mitad del siglo XIX, Iquique vivió un auge económico sin precedentes que transformó su casco urbano de manera significativa; tras la destrucción de parte importante de éstas como consecuencia de varios incendios y terremotos, desde fines del siglo XIX y principios del siglo XX se comenzó a levantar en la ciudad las edificaciones que le «dan a Iquique la impronta arquitetónica y urbana que conserva hasta el día de hoy». Muchas de estas estuvieron en la calle Baquedano, eje que aglutino a las familias más ricas de la ciudad y habrían sido construidas entre las décadas de 1880 y 1920, época durante la cual, la ciudad habría vivido sus mayores transformaciones urbanas.
Tales estructuras se vieron influenciadas por la población extranjera residente en la ciudad, que fueron adaptadas a lo local para instalar una arquitectura tradicional iquiqueña con «elementos auténticamente nortinos como son sus corredores, sus verandas, sus portales y sus dobles cubiertas»; éstas:

Poseen una tipología que se resume en tres elementos: el material empleado para su construcción es el pino oregón, el método constructivo es el de armazón simple o “Ballom Frame” y su estilo arquitectónico el “Americano” o alguno de sus derivados (Georgian, Revival griego, Adam).En cuanto a los patrones que caracterizan estas edificaciones, podemos mencionar la construcción en fachada continua, el uso de veranda, la presencia de lucarnas o linternas, el uso de miradores y el techo aéreo o sombreado sobre la azotea.